# Plány Ervin
Plány Ervin (Budapest, 1885. április 26. – Budapest, 1916. január 5.) festőművész. Édesapja Plany Ervin, édesanyja Wurschling Kamilla.

## Élete
A budapesti VII. kerületi gimnáziumban érettségizett,[forrás?] majd jogásznak kezdett tanulni. A festőművészet mellett lassan kötelezte el magát. Efelé tett határozott lépése volt, hogy előbb Párizsban, az 1905/1906-os tanév II. félévében pedig a Mintarajziskolába járt, majd 1906 és 1907 között Réti Istvánnál dolgozott Nagybányán. Még ezután is egy darabig a Magyar Nemzetnél dolgozott mint művészeti és zenei referens. Elköteleződését jelzi, hogy nagy tanulmányutat tett Olaszországban, majd pár hónapon keresztül az ekkor nyílt Ernst Múzeumnál titkárként működött.

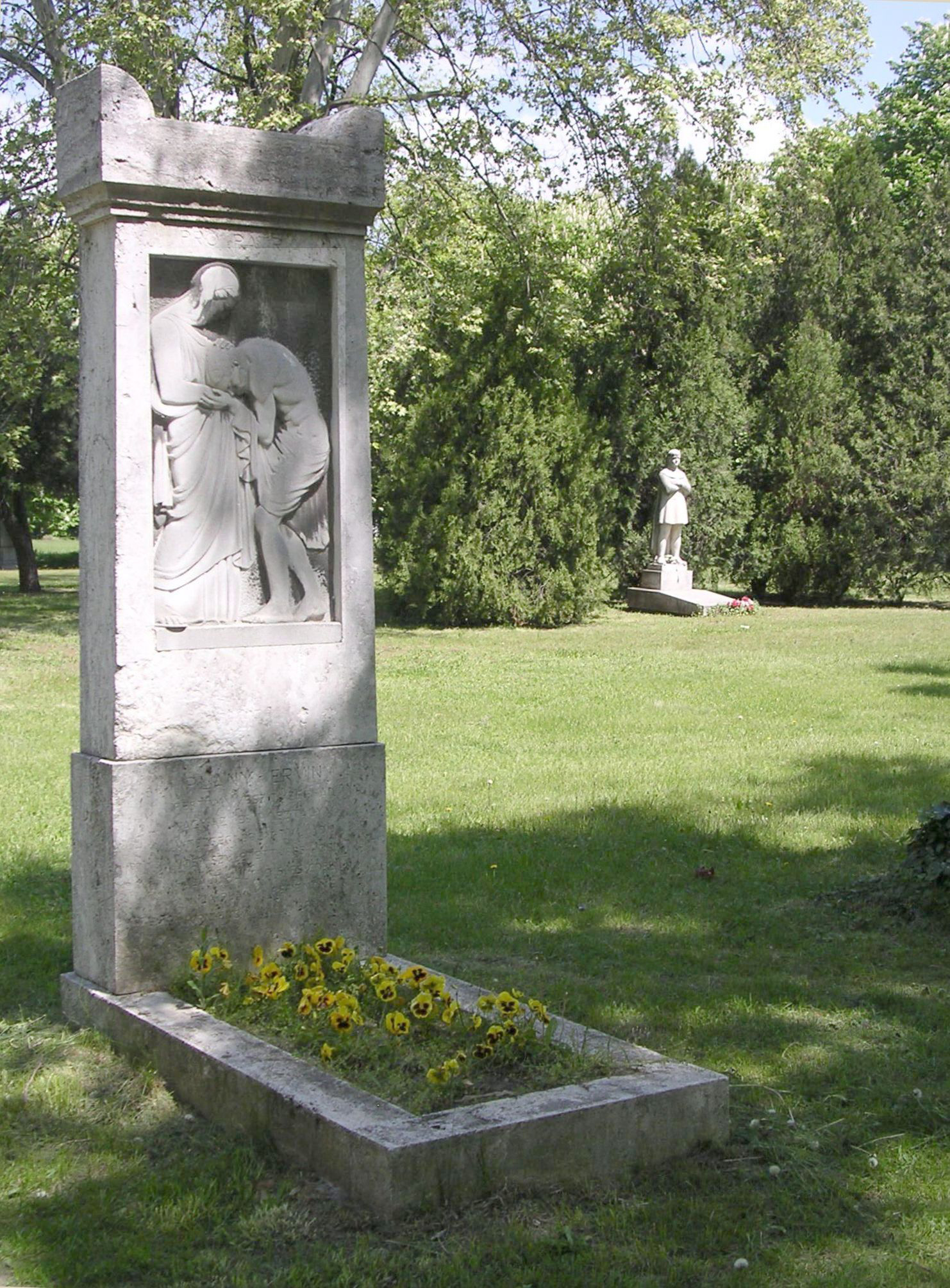
Sírja a Fiumei úti sírkertben (10-1-81)

1906-ban egyik cikkében elsőként deklarálta, hogy a nagybányai neósok különváltak. 1908-ban a Nemzeti Szalon máramarosszigeti kiállításán jelentkezett először, azután rendszeres kiállítója volt a budapesti tárlatoknak. Alkotásai realisztikus impresszionista, erős színekkel ábrázolt tájképek, szabadban játszódó jelenetek (Mosónők, Cigányleány, Dachaui táj). Festői módszeréről Molnos Péter jegyezte meg, hogy „a színintenzitás fokozása végett nem a palettán keverte a festéket, hanem a vásznon". 1909-ben kollektív kiállítása volt a Művészházban. A Szépművészeti Múzeum 1916-ban vásárolta meg „Olasz konyha” című festményét. Az Ernst Múzeum 1917-ben műveiből hagyatéki kiállítást rendezett, s ugyanekkor az Ernst Múzeum „Magyar Mesterek XXIV” kiállításán is szerepeltek alkotásai, mely Plány emlékkiállítása is volt.
Az első világháború kitörését követően 1915 tavaszán önkéntesként vonult be, lovas tüzérhadnagyi rangot ért el a keleti fronton, helytállásáért megkapta a nagy ezüst vitézségi érmet, azonban 1915. november 6-án itt szerzett súlyos sebesüléséből már nem tudott kigyógyulni. Hagyatéki kiállítása az Ernst Múzeumban volt látható.
Sírját Kisfaludi Strobl Zsigmond domborműve díszíti, melyet − még édesanyja számára – ő rendelt meg tőle. A Fiumei úti sírkertben található síremlék 2004 óta védett.

## Képgaléria

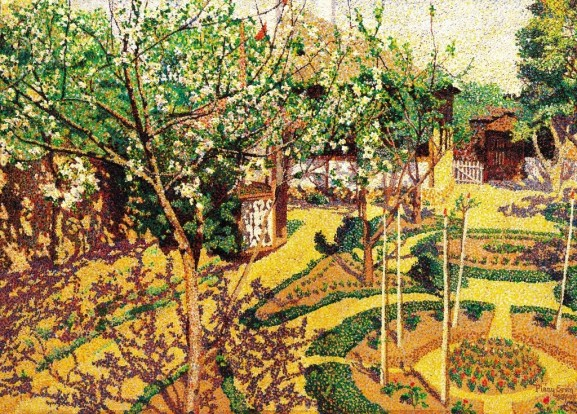
Tavaszi kert, olaj, vászon, 1907−1909
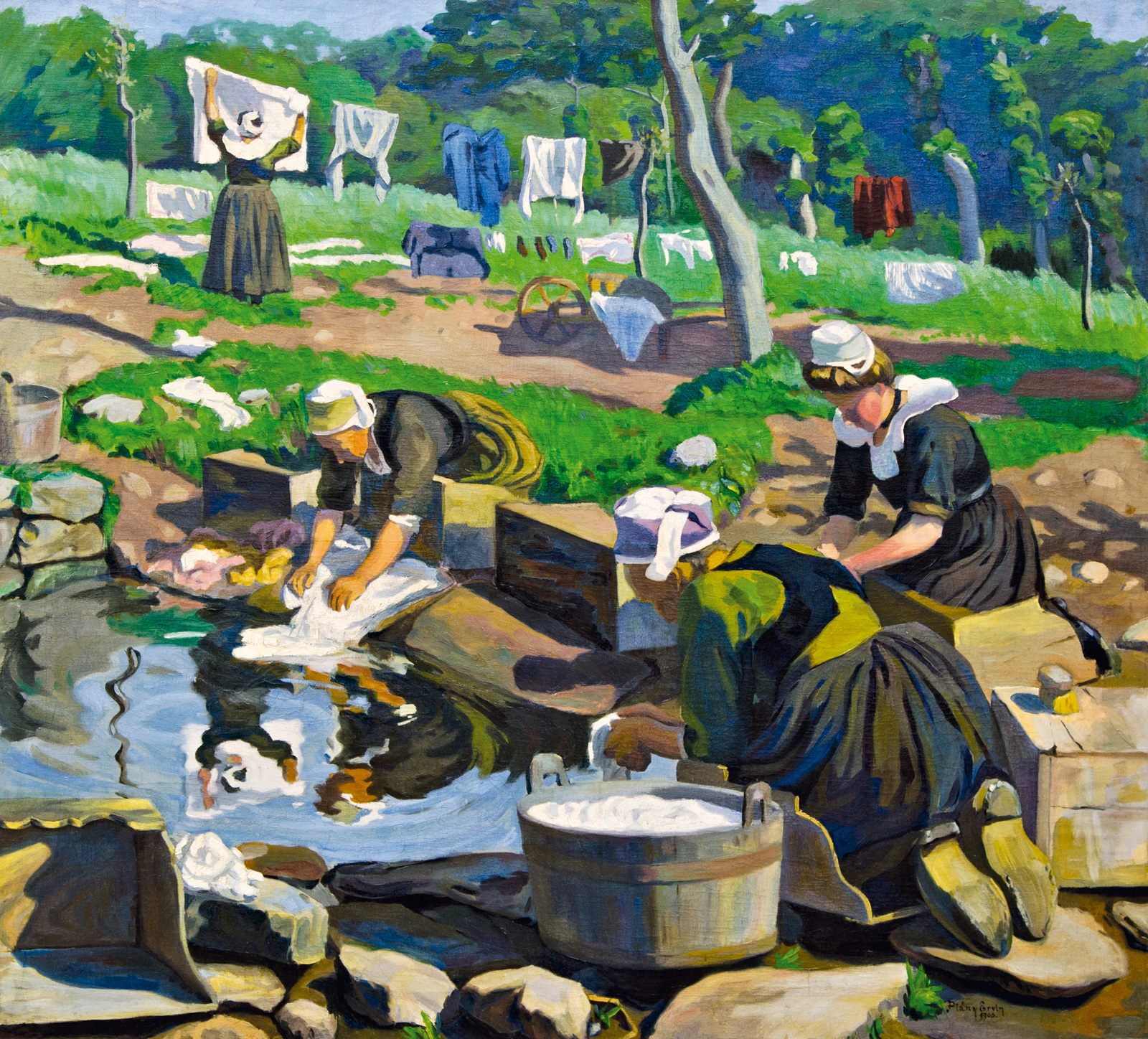
Breton nők, olaj, vászon, 1908
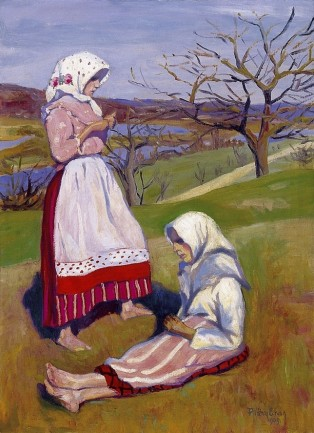
Lányok a szabadban, olaj, vászon, 1909
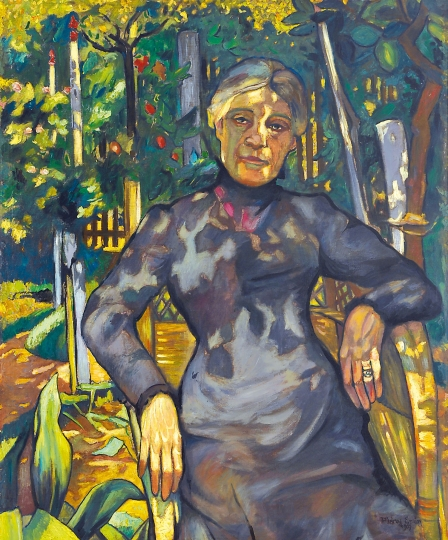
Nagymamám kertben, olaj, vászon, 1909
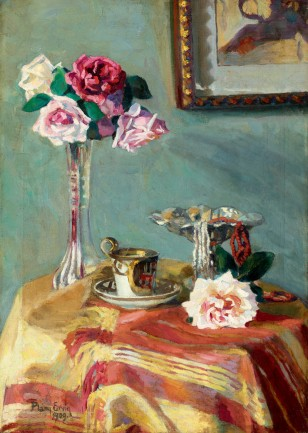
Rózsás csendélet, olaj, vászon, 1909
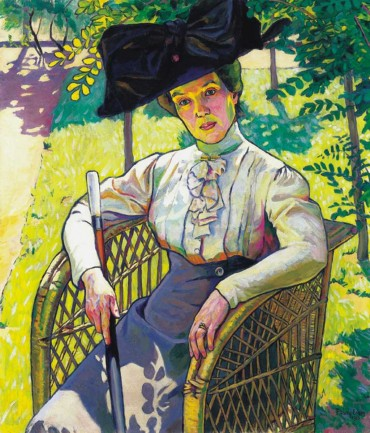
Kalapos hölgy napfényes kertben, olaj, vászon, 1910
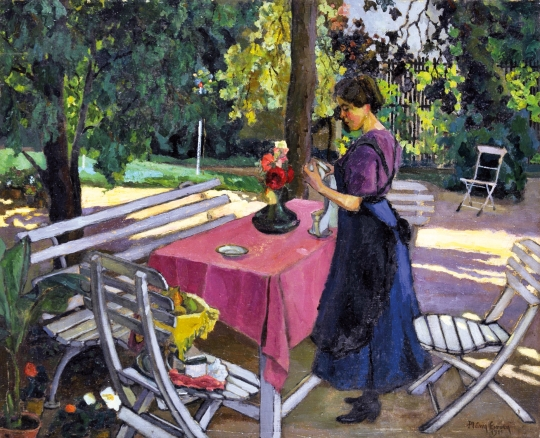
Kertben, olaj, vászon, 1911
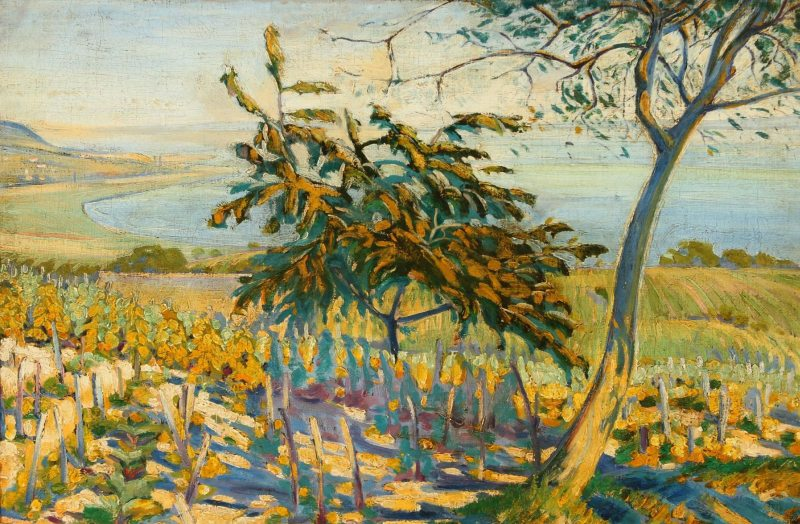
Kilátás a Balatonra, olaj, vászon, Év nélkül